# Фикобијанко (Козенца)
Фикобијанко је насеље у Италији у округу Козенца, региону Калабрија.
Према процени из 2011. у насељу је живело 204 становника. Насеље се налази на надморској висини од 302 м.